# Jonny Flynn
Johnny Flynn (ur. 6 lutego 1989 w Niagara Falls) – amerykański zawodowy koszykarz, występujący na pozycji rozgrywającego.
W 2007 wystąpił w meczu wschodzących gwiazd - Nike Hoop Summit oraz McDonald’s All-American.
W latach 2007–2009 grał w drużynie uniwersyteckiej Syracuse Orange. Był członkiem kadry USA na Mistrzostwa Ameryki U18 w roku 2006 oraz rok później na Mistrzostwach Świata U19. W 2009 roku został wybrany w drafcie NBA z numerem 6 przez zespół Minnesota Timberwolves.
Przed sezonem 2012/13 podpisał niegwarantowany kontrakt z Detroit Pistons. Umowa została jednak rozwiązana 22 października i Flynn został wolnym agentem. 4 listopada 2012 podpisał kontrakt z Melbourne Tigers, drużyną australijskiej ligi koszykówki.